# ボンボン・ショコラ

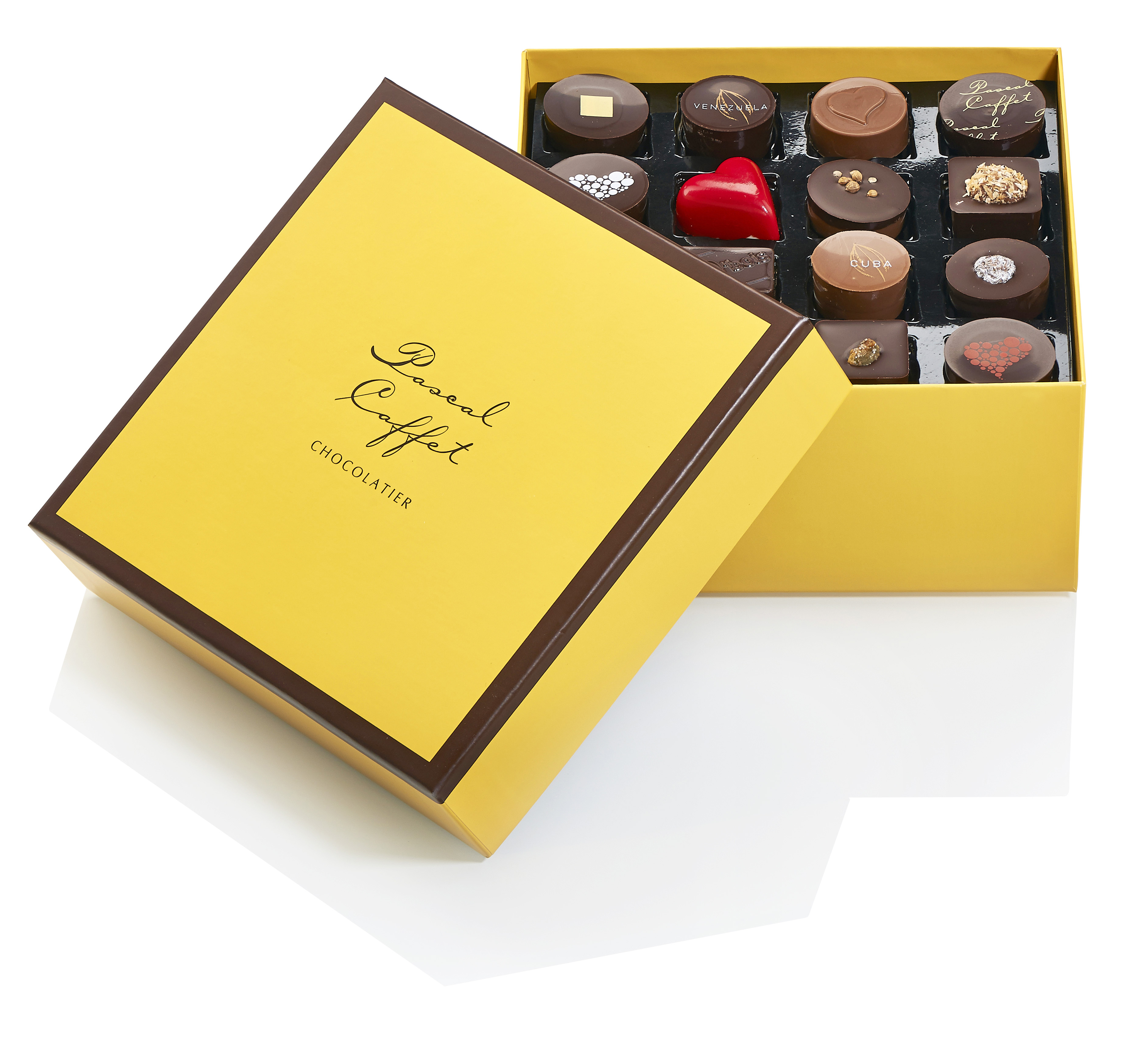
さまざまなボンボン・ショコラ

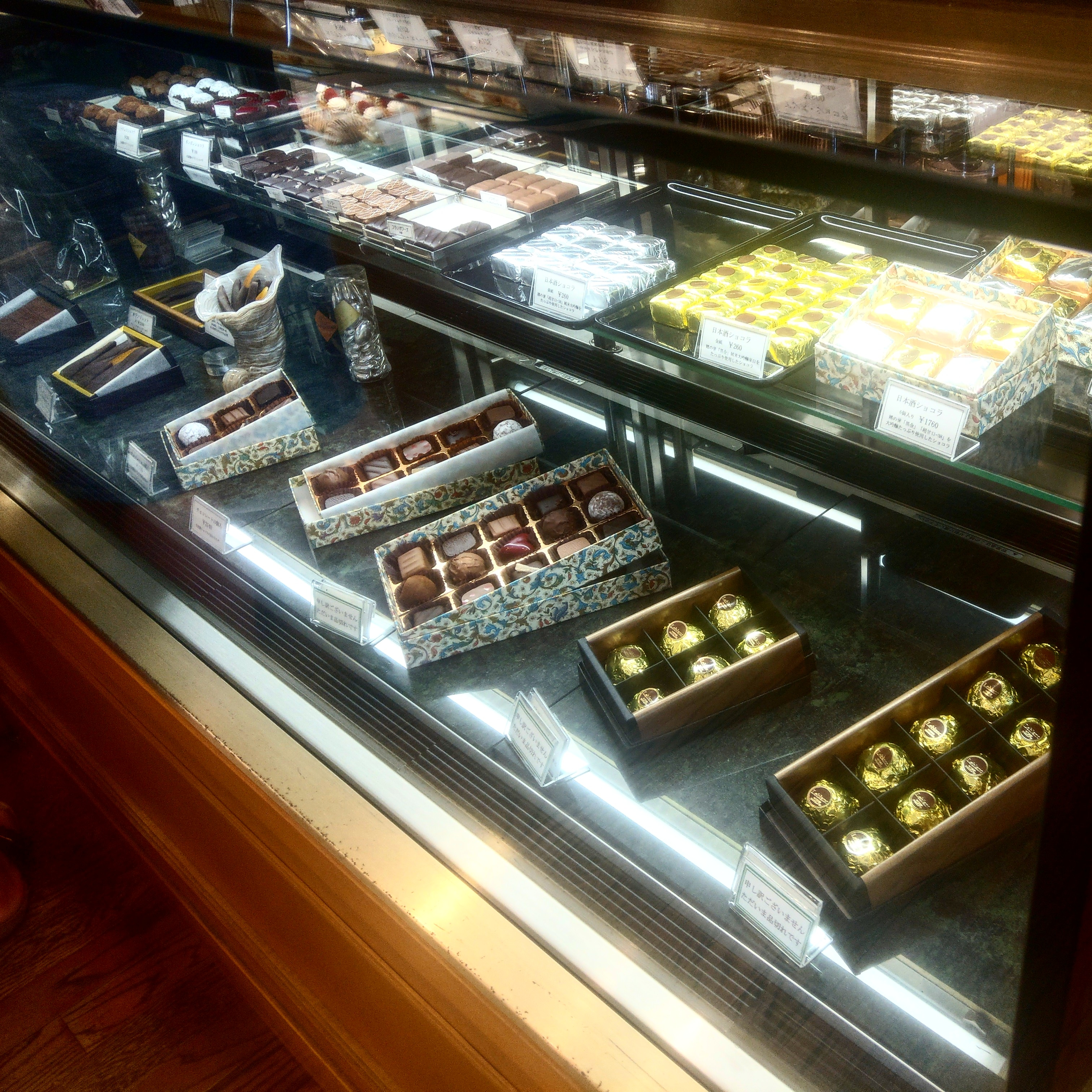
日本で販売されているボンボン・ショコラ(CHOCLATRIE japonaise)

ボンボン・ショコラ（フランス語: Bonbon de chocolat）は中に詰め物をした一口サイズのチョコレートのことである。ボンボンとは、元来一口サイズの砂糖菓子を指すが、そこから派生して一口サイズのチョコレートを指すようになった。呼称は国や地域によってさまざまであり、フランスではボンボン・ショコラの他にボンボン・ド・ショコラ、ボンボン・オ・ショコラとも呼ぶ。また、ベルギーではプラリーヌ、スイスではプラリーネンなどと呼ばれる。イタリアではプラリーナ ディ チョッコラートもしくはプラリーナ アル チョッコラート（複数だとプラリーネ）と呼ばれており、ただのプラリーナ（複数だとプラリーネ）だと、詰め物がナッツを使ったプラリネになっているものを限定して示す場合もある。

## 概要
1912年、ベルギー・チョコレートのノイハウス三代目店主であったジャン・ノイハウスは、アーモンドを飴に絡ませ、ミルク状にしたものをチョコレートに内包する手法を世界で初めて生み出し、美食家として知られたプララン公爵の名からプラリーヌと命名した。ノイハウスの手法は既存のチョコレート製法に大きな影響を与え、同時に考案されたチョコレート用の箱（バロタン）とともに世界中へ広まった。フランスではこの命名以前にプラリーヌという名称の別の菓子があったため、ボンボン・ショコラという名で通るようになり、現在に至っている。
ボンボン・ショコラはセンターと呼ばれる中身が、クヴェルチュールと呼ばれる薄いチョコレートでコーティングされているものを言い、その大きさや形状は様々である。センターに採用される具材もガナッシュやプラリネのほか、マジパンやジャンドゥジャなど多岐にわたる。日本においては「ボンボン」と名のつくチョコレートとして一般に広く知られているものはウィスキー・ボンボンであるが、これはセンターにリキュールを内包したボンボン・ショコラの一種である。近年は生キャラメルのブームに影響を受け、キャラメルをはじめとしたコンフィズリーもセンターの選択肢のひとつに挙げられるようになっている。
製法としてはセンターを基準に外郭をコーティングするフランス方式と、チョコレートの器にセンターを注入するベルギー方式がある。センターに何が入っているかは一見して判らないため、ショコラティエなどによって作成されたボンボン・ショコラは、販売時に絵や写真で説明文が付与されるのが一般的である。

## 特徴

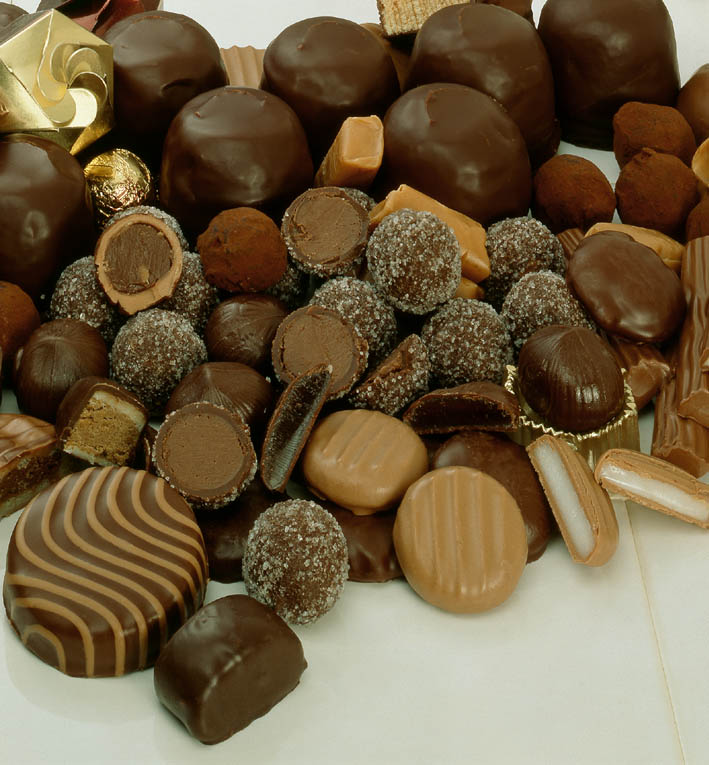
センターにガナッシュが用いられたボンボン・ショコラ

ボンボン・ショコラの形状はフランス方式で作られるものについては長方形、正方形、菱形などのシンプルな形をしており、型に流し込んで製作されるベルギー方式の場合は貝殻型やハート型など比較的複雑な形状をしている場合が多い。ベルギー方式は鋳型を用いることにより比較的簡単に作ることができる上、センターにリキュールやジャムといった液状のものをそのまま入れることができるという利点があるが、工場生産的なイメージがあるため、ショコラティエが作る場合は大抵の場合、フランス方式が採られる。
また、一粒の大きさは親指程度で、カカオの風味を活かすため通常のチョコレートよりも糖分が抑えられており、チョコレートそのものはカカオの含有量が多いショコラ・ノワールが用いられることが一般的で、その他ショコラ・オ・レやショコラ・ブランなどが使用される。センターにはガナッシュが用いられることが最も多く、これを包むクヴェルチュールは、薄いほど繊細で滑らかな舌触りを楽しむことができる。
類似のものとしてはブーシェと呼称される製作過程が同じで大きさが4-5倍のものや、オレンジやレモンなどを砂糖漬けにしてチョコレートでコーティングしたオランジェット、チョコレートの上にナッツやドライフルーツを乗せたマンディアンなどがある。

### センター
ガナッシュ
細かく刻んだチョコレートに生クリームを入れて攪拌させたもの。生フルーツのピュレや蜂蜜などを練り込んだりする場合もある。柔らかい食感で口当たりがよく、チョコレートの含有量が高いことから素材の特徴をそのまま出すことができる。
プラリネ
ローストしたアーモンドやヘーゼルナッツにキャラメル状に溶かした砂糖を絡めてペースト状に潰したもの。チョコレートに混ぜ込んで使用する場合もある。また、アーモンドの食感をあえて残したものなどもある。
マジパン
ローストしていないアーモンドをすり潰してピスタチオと組み合わせたもの。
ジャンドゥジャ
ヘーゼルナッツをローストしたもの。

### クヴェルチュール
クヴェルチュールはフランス語で「カバーするもの」を意味し、ボンボン・ショコラのコーティング用チョコレートを指す。市販のチョコレートより攪拌時間が長く、カカオバターが加えられている点に相違がある。ヨーロッパではカカオバターを31%以上含むことが義務付けられており、カカオ豆の産地やバターの含有量などによって味が異なるため、ショコラティエによっては自身での製作は行わず、専門会社より購入する場合もある。